# Generació de malla

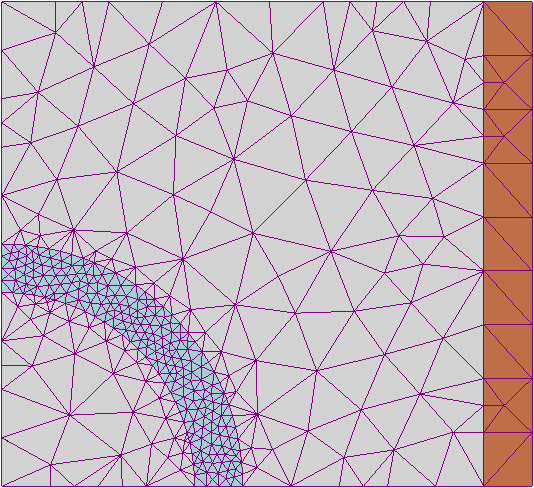
Exemple de malla 2D

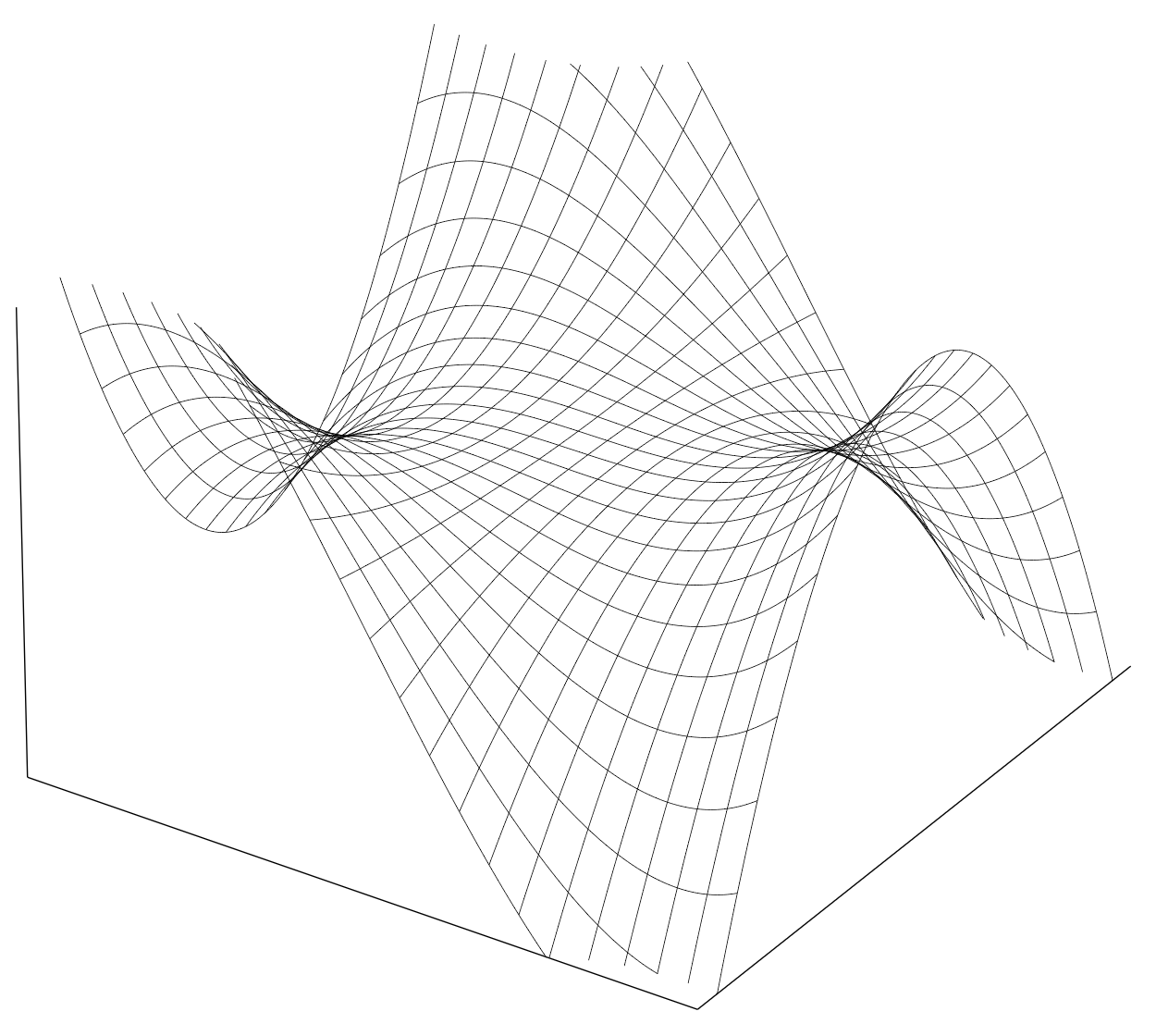
Exemple de malla 3D

La generació de malla és la pràctica de crear una malla, una subdivisió d'un espai geomètric continu en cel·les geomètriques i topològiques discretes. Sovint aquestes cèl·lules formen un complex senzill. Normalment, les cel·les particionen el domini d'entrada geomètric. Les cèl·lules de malla s'utilitzen com a aproximacions locals discretes del domini més gran. Les malles es creen mitjançant algorismes informàtics, sovint amb guia humana a través d'una GUI, depenent de la complexitat del domini i del tipus de malla desitjada. Un objectiu típic és crear una malla que capti amb precisió la geometria del domini d'entrada, amb cel·les d'alta qualitat (ben formades) i sense tantes cel·les com per fer els càlculs posteriors intractables. La malla també ha d'estar bé (tenir petits elements) a les zones que són importants per als càlculs posteriors.
Les malles s'utilitzen per a la representació a una pantalla d'ordinador i per a la simulació física com l'anàlisi d'elements finits o la dinàmica de fluids computacional. Les malles estan formades per cel·les simples com els triangles perquè, per exemple, sabem com realitzar operacions com ara càlculs d'elements finits (enginyeria) o traçat de raigs (gràfics per ordinador) sobre triangles, però no sabem com realitzar aquestes operacions directament en espais complicats. i formes com un pont de carretera. Podem simular la força del pont, o dibuixar-lo a la pantalla d'un ordinador, fent càlculs a cada triangle i calculant les interaccions entre triangles.
Generadors de malla més comuns:
- Generadors de malla de codi obert/gratuït
- Generadors de malla comercial i de domini públic

- Preprocessador ANSA
- ANSYS
- CD-adapco i Siemens DISW
- Comet Solutions
- Biblioteca d'Algoritmes de Geometria Computacional del CGAL
  - Generació de malla
    - Triangulacions i malles conformes 2D
    - Generació de malla 3D
- CUBIT
- Gmsh
- Malles hextremes
- MeshLab
- Programari MSC
- Omega_h Adaptabilitat Tri/Tet
- Generació i conversió de malla FOAM oberta
- Mòdul Salome Mesh
- TetGen
- TetWild
- TRIANGLE Generació de malles i triangulació Delaunay

Visualitzadors de malla més comuns: Paraview, Blender, Mesh viewer.